# جيك ماثيوز
جيك ماثيوز (بالإنجليزية: Jake Matthews)‏ هو لاعب كرة قدم أمريكية أمريكي، ولد في 11 فبراير 1992 في ميسوري سيتي في الولايات المتحدة.

## وصلات خارجية
- جيك ماثيوز على موقع إي إس بي إن.كوم (أن.أف.أل)3
- جيك ماثيوز على موقع مرجع كرة القدم المحترفة.كوم (الإنجليزية)